# Odomantos

Mapa con las principales tribus tracias.

Los odomantos (en griego antiguo: Ὀδόμαντες) fueron una tribu antigua. Algunos los consideran peonios, mientras otros afirman que la tribu era con certeza tracia, no peonios. Los odomantos son mencionados por Heródoto, Tucídides, Esteban de Bizancio s. v.; y Plinio el Viejo, IV, 40.
El territorio que ocuparon, fue llamado posteriormente a ellos, Odomantice (Ὀδομαντική). La tribu se asentó en el monte Orbelo, extendiéndose a lo largo del nordeste de la llanura del bajo Estrimón, desde cerca de Meleniko (Melnik, Bulgaria) y Demirissar (Sidirókastro, Grecia) hasta Zikhnd, y limitaban con el monte Pangeo, en cuyas minas de oro y plata trabajaron con los habitantes de Pieria de Tracia y los satras. Seguros en su posición inaccesible,  desafiaron a Megabazo. La parte noroeste de su territorio estaba al este del reino odrisio de Sitalces en el cruce con el monte Cercine; y su situación general está de acuerdo con la descripción de Tucídides, según el cual vivían en las llanuras, allende el Estrimón, es decir, al norte del curso inferior del Estrimón, donde, el río toma tal curso hacia el este para justificar la expresión. Cleón, envió mensajeros a Poles, rey de los odomantos para que se unieran como mercenarios en las filas atenienses, para la defensa de la ciudad de Anfípolis.